# Psammophora
Psammophora is een geslacht uit de ijskruidfamilie (Aizoaceae). De soorten uit het geslacht komen voor van in Namibië tot in de Kaapprovincie in Zuid-Afrika.

## Soorten
- Psammophora longifolia L.Bolus
- Psammophora modesta (Dinter & A.Berger) Dinter & Schwantes
- Psammophora nissenii (Dinter) Dinter & Schwantes
- Psammophora saxicola H.E.K.Hartmann

... · 
Antimima · 
Argyroderma · 
Carpobrotus · 
Disphyma · 
Dorotheanthus · 
Gibbaeum · 
Lapidaria · 
Lithops · 
Mesembryanthemum · 
Sceletium · 
Tetragonia · 
...